# 克劳迪娅·索诺萨
克劳迪娅·索诺萨·桑切斯（西班牙語：Claudia Zornoza Sánchez；1990年10月20日—），西班牙女子职业足球运动员，司职前腰，目前效力于犹他皇家足球俱乐部和西班牙国家女子足球队。2023年，她代表西班牙参加国际足联女子世界杯并夺得冠军。